# WWE Draft 2016
WWE Draft 2016 był dziesiątym draftem amerykańskiej federacji wrestlingu World Wrestling Entertainment. Odbył się 19 lipca 2016 podczas odcinka tygodniówki WWE SmackDown. Był emitowany na żywo w Stanach Zjednoczonych za pośrednictwem stacji USA Network. Był to pierwszy draft po pięcioletniej przerwie.

## Geneza
11 lipca, Vince McMahon powołał Shane’a McMahona na stanowisko komisarza tygodniówki SmackDown, zaś Stephanie McMahon – na stanowisko komisarza tygodniówki Raw. 18 lipca, Mick Foley został wybrany przez Stephanie na stanowisko Generalnego Menedżera Raw, zaś Daniel Bryan został wyznaczonym przez Shane’a Generalnym Menedżerem SmackDown.
17 lipca, WWE ogłosiło zasady draftu; Raw miało wybierać pierwsze, jak również wskazać trzech zawodników w każdej rundzie, podczas gdy SmackDown miało wybierać dwóch. Tag teamy miały liczyć się jako jeden wybór, z wyjątkiem sytuacji, w której Generalny Menedżer tygodniówki wybierze tylko jednego z członków drużyny. Sześciu zawodników miało zostać przeniesionych z rosteru rozwojowego federacji – WWE NXT.

## Przebieg draftu

### SmackDown Live[3]
| Runda | Wybór # | Brand     | Wybór brandu # | Zawodnik (Prawdziwe imię i nazwisko)                                                                  | Notki |
| ----- | ------- | --------- | -------------- | --- | --- |
| 1     | 1       | Raw       | 1              | Seth Rollins (Colby Lopez)                                                                            | |
| 1     | 2       | SmackDown | 1              | Dean Ambrose (Jonathan Good)                                                                          | WWE Champion |
| 1     | 3       | Raw       | 2              | Charlotte (Ashley Fliehr)                                                                             | WWE Women’s Champion |
| 1     | 4       | SmackDown | 2              | AJ Styles (Allen Jones)                                                                               | |
| 1     | 5       | Raw       | 3              | Finn Bálor (Fergal Devitt)                                                                            | Zawodnik przeniesiony z NXT                                                                                                  |
| 2     | 6       | Raw       | 4              | Roman Reigns (Leati Anoaʻi)                                                                           | |
| 2     | 7       | SmackDown | 3              | John Cena                                                                                             | |
| 2     | 8       | Raw       | 5              | Brock Lesnar                                                                                          | |
| 2     | 9       | SmackDown | 4              | Randy Orton                                                                                           | |
| 2     | 10      | Raw       | 6              | The New Day (Big E, Kofi Kingston i Xavier Woods) (Ettore Ewen, Kofi Sarkodie-Mensah i Austin Watson) | WWE Tag Team Champions |
| 3     | 11      | Raw       | 7              | Sami Zayn (Rami Sebei)                                                                                | |
| 3     | 12      | SmackDown | 5              | Bray Wyatt (Windham Rotunda)                                                                          | |
| 3     | 13      | Raw       | 8              | Sasha Banks (Mercedes Kaestner-Varnado)                                                               | |
| 3     | 14      | SmackDown | 6              | Becky Lynch (Rebecca Quin)                                                                            | |
| 3     | 15      | Raw       | 9              | Chris Jericho (Christopher Irvine)                                                                    | |
| 4     | 16      | Raw       | 10             | Rusev wraz z Laną (Miroslav Barnyashev wraz z Catherine Perry)                                        | WWE United States Champion                                                                                                   |
| 4     | 17      | SmackDown | 7              | The Miz wraz z Maryse (Mike Mizanin wraz z Maryse Mizanin)                                            | WWE Intercontinental Champion                                                                                                |
| 4     | 18      | Raw       | 11             | Kevin Owens (Kevin Steen)                                                                             | |
| 4     | 19      | SmackDown | 8              | Baron Corbin (Thomas Pestock)                                                                         | |
| 4     | 20      | Raw       | 12             | Enzo Amore i Big Cass) (Eric Ardnt i William Morrissey)                                               | |
| 5     | 21      | Raw       | 13             | Luke Gallows i Karl Anderson (Andrew Hankinson i Chad Allegra)                                        | |
| 5     | 22      | SmackDown | 9              | American Alpha (Chad Gable i Jason Jordan) (Charles Betts i Nathan Everhart)                          | Zawodnicy przeniesieni z NXT                                                                                                 |
| 5     | 23      | Raw       | 14             | Big Show (Paul Wight, Jr.)                                                                            | |
| 5     | 24      | SmackDown | 10             | Dolph Ziggler (Nicholas Nemeth)                                                                       | |
| 5     | 25      | Raw       | 15             | Nia Jax (Savelina Fanene)                                                                             | Zawodniczka przeniesiona z NXT                                                                                               |
| 6     | 26      | Raw       | 16             | Neville (Benjamin Satterley)                                                                          | |
| 6     | 27      | SmackDown | 11             | Natalya (Natalie Neidhart)                                                                            | |
| 6     | 28      | Raw       | 17             | Cesaro (Claudio Castagnoli)                                                                           | |
| 6     | 29      | SmackDown | 12             | Alberto Del Rio (José Rodriguez)                                                                      | |
| 6     | 30      | Raw       | 18             | Sheamus (Stephen Farrelly)                                                                            | Ostatni wybór emitowany na żywo za pośrednictwem stacji ogólnodostępnych, druga część draftu miała się odbyć na WWE Network. |

### WWE Network[3]
| Runda | Wybór # | Brand     | Wybór brandu # | Zawodnik (Prawdziwe imię i nazwisko)                                                   | Notki                          |
| ----- | ------- | --------- | -------------- | -------------------------------------------------------------------------------------- | ------------------------------ |
| 7     | 31      | Raw       | 19             | Golden Truth (Goldust i R-Truth) (Dustin Runnels i Ron Killings)                       |                                |
| 7     | 32      | SmackDown | 13             | The Usos (Jimmy Uso i Jey Uso) (Jonathan Fatu i Joshua Fatu)                           |                                |
| 7     | 33      | Raw       | 20             | Titus O’Neil (Thaddeus Bullard Sr.)                                                    |                                |
| 7     | 34      | SmackDown | 14             | Kane (Glen Jacobs)                                                                     |                                |
| 7     | 35      | Raw       | 21             | Paige (Saraya-Jade Bevis)                                                              |                                |
| 8     | 36      | Raw       | 22             | Darren Young wraz z Bobem Backlundem (Frederick Rosser III wraz z Robertem Backlundem) |                                |
| 8     | 37      | SmackDown | 15             | Kalisto (Emanuel Rodriguez)                                                            |                                |
| 8     | 38      | Raw       | 23             | Sin Cara (Jorge Arias)                                                                 |                                |
| 8     | 39      | SmackDown | 16             | Naomi (Trinity Fatu)                                                                   |                                |
| 8     | 40      | Raw       | 24             | Jack Swagger (Donald Hager Jr.)                                                        |                                |
| 8     | 41      | SmackDown | 17             | The Ascension (Konnor i Viktor) (Ryan Parmeter i Eric Thompson)                        |                                |
| 9     | 42      | Raw       | 25             | The Dudley Boyz (Bubba Ray Dudley i D-Von Dudley) (Mark LoMonaco i Devon Hughes)       |                                |
| 9     | 43      | SmackDown | 18             | Zack Ryder (Matthew Cardona)                                                           |                                |
| 9     | 44      | Raw       | 26             | Summer Rae (Danielle Moinet)                                                           |                                |
| 9     | 45      | SmackDown | 19             | Apollo Crews (Sesugh Uhaa)                                                             |                                |
| 9     | 46      | Raw       | 27             | Mark Henry                                                                             |                                |
| 9     | 47      | SmackDown | 20             | Alexa Bliss (Alexis Kaufman)                                                           | Zawodniczka przeniesiona z NXT |
| 10    | 48      | Raw       | 28             | Braun Strowman (Adam Scherr)                                                           |                                |
| 10    | 49      | SmackDown | 21             | Breezango (Tyler Breeze i Fandango) (Matt Clement i Curtis Hussey)                     |                                |
| 10    | 50      | Raw       | 29             | Bo Dallas (Taylor Rotunda)                                                             |                                |
| 10    | 51      | SmackDown | 22             | Eva Marie (Natalie Coyle)                                                              |                                |
| 10    | 52      | Raw       | 30             | The Shining Stars (Primo i Epico) (Eddie Colón i Orlando Colón)                        |                                |
| 10    | 53      | SmackDown | 23             | The Vaudevillains (Aiden English i Simon Gotch) (Matt Rehwoldt i John Smith)           |                                |
| 11    | 54      | Raw       | 31             | Alicia Fox (Victoria Crawford)                                                         |                                |
| 11    | 55      | SmackDown | 24             | Erick Rowan (Joseph Ruud)                                                              |                                |
| 11    | 56      | Raw       | 32             | Dana Brooke (Ashley Sebera)                                                            |                                |
| 11    | 57      | SmackDown | 25             | Mojo Rawley (Dean Muhtadi)                                                             | Zawodnik przeniesiony z NXT    |
| 11    | 58      | Raw       | 33             | Curtis Axel (Joe Hennig)                                                               |                                |
| 11    | 59      | SmackDown | 26             | Carmella (Leah Van Dale)                                                               | Zawodniczka przeniesiona z NXT |

Heath Slater został jedynym nadającym się do wybrania zawodnikiem bez brandu. Pozostali wrestlerzy WWE zostali oznaczeni jako niewybieralni, z powodu ich kontuzji lub sporadycznych występów.